# Anna Sipkema

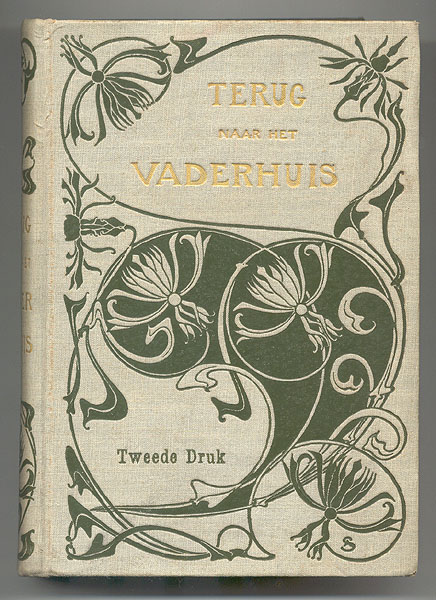
Terug naar het vaderhuis (1903)

Anna Sipkema (Leens, 6 september 1877 - Amsterdam, 30 juli 1933) was een Nederlandse grafisch ontwerpster en weefster.
Zij volgde van 1894-1897 de Rijksnormaalschool voor Teekenonderwijzers in Amsterdam. 
Vanaf 1904 was ze lerares tekenen aan de Dagteeken- en Kunstambachtsschool voor Meisjes in Amsterdam. 
Tussen 1901 en 1911 was zij boekbandontwerper voor een aantal uitgevers waaronder : C.A.J. van Dishoeck, G.B. van Goor, P.H. van Kampen, Van Holkema & Warendorf en L.J. Veen. Daarna werkte zij voornamelijk als weefster.

## Boekbandontwerpen van Sipkema

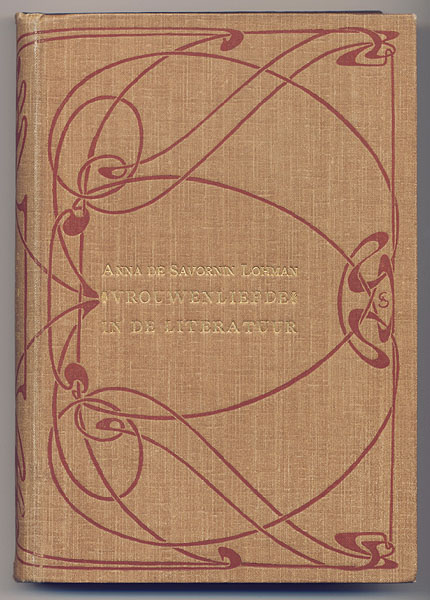
Vrouwenliefde in de literatuur (1902) van Anna de Savorin Lohman
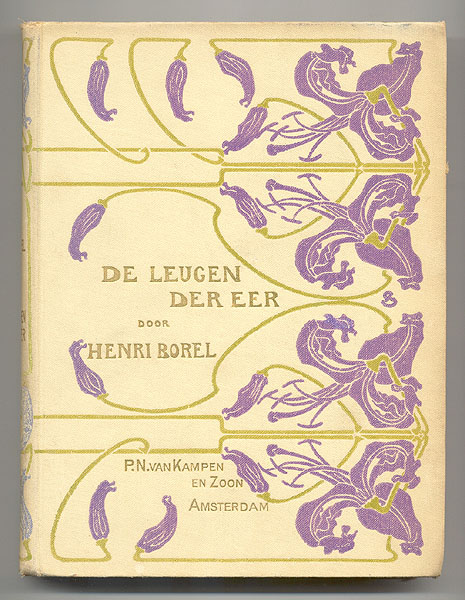
De leugen der eer (1903) van Henri Borel
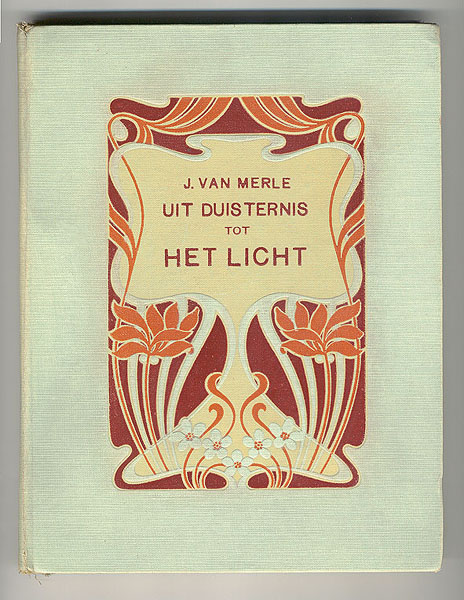
Uit de duisternis tot het licht (1905)  van J. van Merle
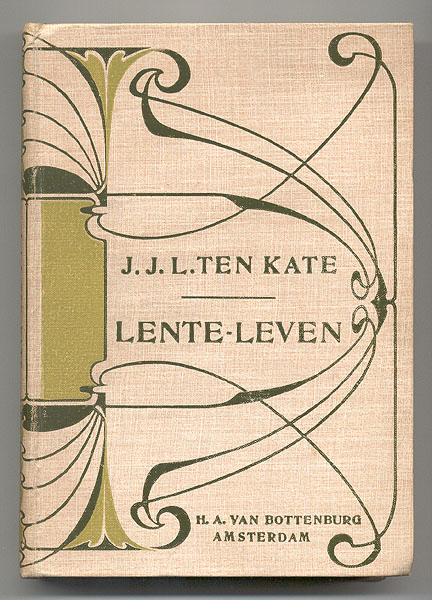
Lente-leven (1909) van J.J.L. ten Kate

- Biografisch Portaal: 49667054
- Gemeinsame Normdatei: 1188637231
- International Standard Name Identifier: 0000 0003 8798 4438
- Nederlandse Thesaurus van Auteursnamen: 163421587
- RKD-Nederlands Instituut voor Kunstgeschiedenis: 109192
- Union List of Artist Names: 500533973
- Virtual International Authority File: 281107963
- WorldCat: E39PBJxcVtFHjhwb9MVjWqxJjC